# Рольф Кальдрак
Рудольф «Рольф» Отто Детлеф Кальдрак (нім. Rudolf „Rolf“ Otto Detlev Kaldrack; 25 червня 1913 — 3 лютого 1942) — німецький льотчик-ас, гауптман люфтваффе. Кавалер Лицарського хреста Залізного хреста з дубовим листям.

## Біографія
В 1934 році вступив в рейхсмаріне, в наступному році перейшов в люфтваффе. Учасник Громадянської війни в Іспанії, Польської і Французької кампаній. З 16 серпня 1940 року — командир 3-ї групи 76-ї важкої винищувальної ескадри. Учасник битви за Британію. З 24 квітня 1941 року — командир 2-ї групи 210-ї ескадри швидкісних бомбардувальників, з 4 січня 1942 року — 2-ї групи 1-ї важкої винищувальної ескадри. Учасник німецько-радянської війни. 3 лютого 1942 року зіткнувся з падаючим МіГ-1, якого сам збив, і загинув.
Всього за час бойових дій здобув 21 повітряну перемогу, з них 3 в Іспанії і 10 на Східному фронті.

## Нагороди
- Нагрудний знак спостерігача
- Комбінований Знак Пілот-Спостерігач
- Медаль «За вислугу років у Вермахті» 4-го класу (4 роки)
- Медаль «За Іспанську кампанію» (Іспанія)
- Іспанський хрест в золоті з мечами (6 червня 1939)
- Залізний хрест
  - 2-го класу (19 грудня 1939)
  - 1-го класу (9 червня 1940)
- Лицарський хрест Залізного хреста з дубовим листям
  - лицарський хрест (2 листопада 1940) — за 11 повітряних перемог.
  - дубове листя (№ 70; 9 лютого 1942, посмертно) — на відмінне командування групою і 10 повітряних перемог на Східному фронті.
- Нагрудний знак «За поранення» в чорному
- Авіаційна планка винищувача в золоті
- Почесний Кубок Люфтваффе (листопад 1941)
- Німецький хрест в золоті (5 листопада 1942, посмертно)